# Corridos prohibidos (álbum de Los Tigres del Norte)
Corridos prohibidos es el nombre de un álbum de estudio de la banda mexicana, Los Tigres del Norte. Fue lanzado al mercado por la discográfica Fonovisa el 1 de enero de 1989.
Es el primer álbum de la banda donde todas las canciones son del género corrido.

## Lista de canciones
La lista de canciones es la siguiente:

| Corridos prohibidos |                          |          |  |
| N.º                 | Título                   | Duración |  |
| 1.                  | «La Camioneta Gris»      | 3:22     |  |
| 2.                  | «Ramiro Sierra»          | 3:10     |  |
| 3.                  | «Los Tres Gallos»        | 3:15     |  |
| 4.                  | «El Zorro De Ojinaga»    | 3:38     |  |
| 5.                  | «R. Uno»                 | 3:23     |  |
| 6.                  | «El Corrido»             | 2:27     |  |
| 7.                  | «El Gato Félix»          | 3:13     |  |
| 8.                  | «Al Filo Del Reloj»      | 2:57     |  |
| 9.                  | «El Espinazo Del Diablo» | 2:57     |  |
| 10.                 | «La Mafia Muere»         | 2:22     |  |
| 11.                 | «Arnulfo González»       | 2:53     |  |
| 12.                 | «Valentín Félix»         | 4:44     |  |

## Personal
Personal según Allmusic:
- Hernán Hernández — integrante de la banda
- Jorge Hernández — integrante de la banda
- Eduardo Hernández - integrante de la banda
- Raúl Hernández — integrante de la banda
- Oscar Lara — integrante de la banda
- Adolfo Blanco - Diseño
- Enrique Franco - Arreglista, dirección de arte, compositor, productor
- D.A.R. - Compositor
- El General - Arreglista
- Jim Dean - Ingeniero
- Paulino Vargas - Compositor
- Pepe Cabrera - Compositor